# 技術コンサルタント
技術コンサルタント（ぎじゅつコンサルタント）とは、機械分野や電気分野、環境、建設、不動産、ITなどの技術方面で一定の内容について相談、助言、指導、調査、提案を行う職能のある専門家、もしくは専門家の集合体（法人）、技術分野でのコンサルティング活動を行うコンサルタントのこと。

## 概要
技術コンサルタントは技術的解決が必要とする顧客（一般には対する顧客は一般には国や自治体、または企業）の意思や意向、戦略と戦術といった事項に際して、的確な技術的解決手法や助言などを与えるべく豊富な実務経験と専門知識とをもつ専門家および専門家集団で、元来技術者・エンジニアである。エンジニアの区分としてはコンサルティング技術者/コンサルティングエンジニアと呼ばれる。
ひとくちに技術コンサルタントといっても、実際には建設コンサルタント、建築コンサルタント、機械や電気分野・情報通信分野のコンサルタント、環境コンサルタント、各種設備技術のコンサルタント、農林水産技術分野のコンサルタントなどさまざまなジャンルがあり、技術コンサルタント会社に所属し、案件ごとに依頼を受託されるのが一般的だが企業に専属で雇用されている場合や派遣形式などの場合もある。また、個人でオフィスを主宰、事業活動を展開する者も多い。
実際には工学分野における豊富な知識を大学や大学院で習得したあとに、さらに専門分野で相当の実務経験を積む必要があるが、幅広く業界や商品に対する知識に研究開発から生産までと、一連の技術開発の流れを理解会得し、流通状況の把握やコスト意識をもつ経営感覚、助言を的確に行えるコミュニケーションに関する能力といった、技術関係の技能だけに留まらない、総合的能力が求められていく。
職能としては、専門の科学技術を駆使して、専門的、給合的立場から助言や提言を行う。職能や職域を指しているので、特定の職能資格（業務独占資格）はない。関連する資格としては国家資格の技術士、技術士補があり、自身の専門とする部門に関する資格を取得し登録し、肩書きとしてつける制度がある。部門は機械・経営工学・衛生工学・繊維・建設・原子力などや農業・水産など21部門に分かれている。なお技術士の受験資格として、技術士補取得試験である技術士一次試験を受験し合格した後、技術士補あるいは修習技術士として4年の専門分野での実務経験が必要となる。技術士は、高度の技術と守秘義務を課せられた高い倫理性を併せ持つ国家資格者であり、その資格の性格から、公共の福祉、健康及び安全の維持と向上の観点に立ち、依頼者の求める調査や分析、提案と意見および具申を行うことを求められる。
建設関連のコンサルタントでは技術士のほかにさらに、建築士、不動産鑑定士、あるいは会計等の国家資格、民間資格である再開発コーディネーター等を有する場合が多い。また世界的に技術分野全般において環境問題への配慮が求められていることから、環境コンサルタントはもちろんのこと、その他にも、使用物質の規制処理、省エネルギー対策などに関する知識を証明する「エネルギー管理士」、また「公害防止管理者」などの環境関連資格取得なども要される場合がある。
その他求められる条件は、中立・公共な立場で対処することである。メーカーや商社からは完全に中立であって、依頼者の立場で、依頼者が利益になるように業務を行い、また機密保持にも万全を期する必要がある。

## 業務内容
技術コンサルタントは、おおまかには、以下のような業務を行う。なお、建設コンサルタント・建築コンサルタント・環境コンサルタントなどに関しての業務概要については、各事項の内容を参照。
- 顧客に対する技術支援、助言、技術の予測・評価、そのほかの技術に関する調査解析、監査など
- 経営及び技術相談 : 事業転換判断、技術移転、関連ノウハウの提供
- 生産システムの改善
- 新技術・新製品などの技術開発指導 : 自他分野交流さらに企業化、用途開発の支援
- 技術近代化・生産性向上指導 : 省力化、省エネルギー、先端技術導入
- 環境保全、ISOなど取得支援
- 地域開発・産業振興事業の技術支援
- 保守監理、メンテナンス関連業務
- 技術に関する能力評価、鑑定評価、各種公共施設、設備にかかる技術鑑定
- 安全・防災に配慮した技術の立案や適正指導
- 資源再利用、環境配慮および改善など
- 計画・設計・管理 : 工場、施設および設備等の計画・設計など
- 技術講演・講習 : 新技術紹介、解説、指導教育

委託の実施にあたって考慮すべきことは、設計業務ならば正確かつ丁寧に行い, 利用性·安全性 施工性·美観 環境保護に留意し, 経済的であるとともに管理の容易性に配慮する、現地状況を正確に把握し, 地形などの条件や関連工事との関係を理解し, 技術的·経済的条件を十分に配慮した設計とする、材料は, 原則として一般市場の流通品によるものとし, JISなど規格のあるものはこれによる、特許などがある製品·工法を使用するときは,同等な製品·工法等を十分議し, 施主の合意を得て設計する、発注者の指定する標準図集などを用いるときは, 設計図などに明示する、など。
設計などの業務は対象が広範囲のものとなり多様化してくると業務の専門分化が激しくなり、また専業化も要請されることとなる。公共事業者においても高度な専門知識の必要や多部門の専門家によるチームワークが必要な業務が増えたことから、設計の委託を行うことが多くなってきた。そして民間の事業者ではもとから専門設計者をかかえていることは少ない。
こうして設計業や技術コンサルティングは一つの独立した職能となり、 施主ユーザーと制作者・製造業・施工者の間にあって, 良質な作品を高正な価格で生産させる機能をもっている。したがって、第三者的な公正さと技術をしょってたつ独立した職業であると同時に個性と事務所の特性が求められる。 具体的には業務の発注者と受注者の相互責任のうえに立って, 守秘業務などを厳守しつつコンサルタントとしての業務を実施することとなる。

### 自動車技術コンサルティング会社
『自動車の百科事典』(平成22年1月 、社団法人自動車技術会、丸善株式会社出版事業部)によると、自動車技術コンサルティング会社をひとことでいえば、自動車に関する技術コンサルティングを行う会社であり、エンジニアリング会社ともよばれる会社のことで、すなわちエンジンや変速機、車両制御システム等の基礎技術に関して高い知見をもつ専門会社を指しているという。通常は自動車メーカーからの依頼を受け、新しいエンジンや変速機、車体の設計・実験等の開発行為、もしくは既存エンジンの高性能仕様開発や基礎的な燃焼解析等や、場合によっては 大容量変速機や一部高性能エンジン用部品の少量生産を受け持つこともある等の業務を行っているとしている。また、このようなエンジニアリング会社の中で一番永い歴史を有する会社は、1915年に英国で創立されたリカルド (RICARDO)社といわれている。
日本の自動車メーカーの場合は約1980年代くらいからエンジニアリング会社と小規模の取引きを行うようになり、積極的に関係をもつようになったのは2000年以降であろうと思われているが、一般的には公表されておらず、実態はあまり知られていないという。

## 業務費用
委託費用は積算によるが、これにもマンデー計算によるもの、さらに建築や造園ランドスケープ等なら工事費を基準に料率をもって計算する方法とがある。前者は測量や調査、解析、計画業務など特殊な業務でのもので、技術者の所要人員を積み上げ計算し、それに経費を加えて算出する方法である。後者は主に民間や特殊法人などからの施設設計委託において、設計事務所が工事予定価格を基本に、対象とする設計が基本設計か実施設計か、さらに対象が運動公園や広域な規模であるのか小規模な邸宅や児童公園や邸宅庭園クラスであるかなどを基礎に、規模等を考慮して設計料率を選び工事費に乗じて算出する方法である。場合によっては両者を併用することもあるが、料率については報酬の項にあるとおり、各事業者や設計界でそれぞれの標準数値をもっているのが通常である。料率方式の場合は、工事費の他に坪単価を利用している受託者も多い。